# Fast & Furious 6
Fast & Furious 6 (titulada: Fast & Furious 6 en España y Rápidos y furiosos 6 en Hispanoamérica) es una película de acción estadounidense de 2013 dirigida por Justin Lin y escrita por Chris Morgan. La película está protagonizada por Vin Diesel, Paul Walker, Dwayne Johnson, Michelle Rodriguez, Jordana Brewster, Tyrese Gibson, Chris "Ludacris" Bridges, Sung Kang, Luke Evans, Gina Carano y John Ortiz. Es la secuela de Fast Five (2011) y la sexta entrega de la franquicia Fast & Furious. En la película, a Dom, Brian y su equipo se les ofrece perdón por sus crímenes, a cambio de ayudar al agente del Servicio de Seguridad Diplomática (DSS), Luke Hobbs (Johnson), a detener una organización mercenaria liderada por el exsoldado del Servicio Aéreo Especial (SAS), Owen Shaw (Evans), uno de los cuales es la esposa de Dom, Letty Ortiz (Rodriguez).
Se planeó una sexta película ya en febrero de 2010, antes de la producción de Fast Five; esto se confirmó en abril de 2011, después de que Morgan comenzara a escribir el guion, mientras que los regresos de Diesel, Lin y el productor Neal H. Moritz se confirmaron en junio. Surgieron discusiones sobre la filmación junto con una posible séptima entrega; estos fueron abandonados una vez que comenzó la fotografía principal en julio de 2012, que duró hasta diciembre, con lugares de rodaje que incluyen Los Ángeles, Londres, Glasgow y las Islas Canarias. Al igual que su predecesor, Fast & Furious 6 presentaba principalmente acrobacias públicas, que requerían vehículos especiales diseñados para poder completarse. Brian Tyler, el compositor de las tres entregas anteriores, no regresó por conflictos de agenda y fue reemplazado por Lucas Vidal. Fast & Furious 6 es también la última película de la franquicia estrenada en vida de Paul Walker, ya que murió en un accidente automovilístico el 30 de noviembre de 2013.
Fast & Furious 6 se estrenó en Empire, Leicester Square el 7 de mayo de 2013 y luego fue estrenada por primera vez en Reino Unido el 17 de mayo y en Estados Unidos el 24 de mayo por Universal Pictures. La película recibió críticas generalmente positivas de los críticos, con elogios por la dirección de Lin, las actuaciones del elenco y las secuencias de acción. Recaudó $788,6 millones de dólares, lo que la convirtió en la sexta película más taquillera de 2013, la tercera película más taquillera distribuida por Universal y la película más taquillera de la franquicia en ese momento.
Una secuela, titulada Furious 7, se estrenó el 3 de abril de 2015.

## Argumento
Después de su exitoso golpe en Río de Janeiro, Brasil, de los $100.000.000 del narcotraficante y mafioso brasileño, Hernán Reyes (Joaquim de Almeida), Dominic "Dom" Toretto (Vin Diesel) y Brian O'Conner (Paul Walker) están en una carrera en las Islas Canarias, España, hasta llegar a un hospital local, ya que el hijo de Brian está a punto de nacer. Al llegar, aparece Elena Neves (Elsa Pataky) para recibir a Brian, mientras Dom le comenta a Brian que será un buen padre y también le menciona diciendo: "No olvides que en cuanto cruces esa puerta, toda tu vida va a cambiar y tu antigua vida se irá". Entonces Brian se dirige hasta la habitación donde está Mia Toretto (Jordana Brewster) a punto de dar a luz.
Mientras tanto en Moscú, Rusia, el agente del Servicio de Seguridad Diplomática (DSS), Luke Hobbs (Dwayne Johnson) y su nueva compañera, Riley Hicks (Gina Carano), investigan la destrucción de un convoy militar ruso por parte del ex-mayor del Servicio Aéreo Especial (SAS), Owen Shaw (Luke Evans), y su equipo, hasta que Riley recibe el aviso de que atraparon a uno de los integrantes del equipo de Shaw, donde posteriormente, se dirigen a la central de la Interpol, donde Hobbs, por medio de fuerza bruta y unos cuantos golpes, consigue extraerle la información de que Shaw está en Londres, Reino Unido, al miembro del equipo capturado llamado Oakes (Matthew Stirling), pero como sabe que encontrar a Shaw será difícil, Hobbs opta por ir buscar algo de ayuda. Mientras tanto, en las Islas Canarias, Dom se levanta de su cama, dónde deja a Elena dormida y se pone a reparar un motor de auto, hasta que recibe la inesperada visita de Hobbs, quien le comenta que encontrarlo no fue difícil, pero Dom le responde que no se escondía. En eso Hobbs le pregunta cómo es la vida de un criminal internacional jubilado y Dom le responde que adora el lugar por lo silencioso que es, el buen clima y porque sobre todo no hay extradición. Posteriormente Dom le pregunta a Hobbs que esta haciendo aquí y este último le revela que el martes pasado un equipo de conductores sincronizados neutralizaron un convoy militar en Rusia, pero Dom por su parte le responde que él no es fanático del clima frío, sin embargo, Hobbs le responde que él ya sabe perfectamente que Dom no lo hizo, pero también sabe que este y su equipo lo ayudaran a encontrar a quienes lo hicieron. Por otro lado, Elena también aparece en la escena, armada con su pistola, indicándole a Hobbs que no puede arrestar a Dom, ya que no tiene autoridad para hacerlo, sin embargo, Hobbs le menciona a Elena que él no vino con intenciones de arrestar a nadie y sabe que Dom vendrá voluntariamente, afirmando que después de que este vea lo que trajo, Dom terminará suplicando ir con Hobbs, por lo que este le entrega el expediente para que Dom lo vea personalmente y le menciona que lo estará esperando afuera de su casa. Al abrir dicho expediente, Dom descubre una foto reciente de Leticia "Letty" Ortiz (Michelle Rodriguez), de quien Dom aparentemente creía muerta y se pregunta cómo es posible. Ante tal asombro, Elena se le acerca y le menciona a Dom que si fuera su esposo fallecido y hubiera algo de esperanza de volver a verlo, aunque fuera mínima, ella misma iría. Tras pensarlo detenidamente, Dom acepta la oferta y le menciona a Hobbs que necesitará toda la información que tenga. Por su parte, Hobbs le menciona que recibirá toda la información que quiera cuando reúnan al resto del equipo, pero Dom considera que no es necesario involucrar al resto del equipo, ya que según él, es algo que debe resolver solo. Sin embargo, Hobbs le menciona que el equipo que busca son muy difíciles de atrapar y que los ha estado perseguido en 4 continentes y 12 países distintos y siempre consiguen escapar antes de que Hobbs se presente al lugar, por lo que si Dom va solo en esta búsqueda, nunca los encontrará y que por eso necesita su ayuda y la de su equipo completo para conseguir atraparlos. 
Mientras tanto, Roman "Rome" Pearce (Tyrese Gibson) vive entre lujos con sus mujeres en un jet privado, dirigiéndose a Macao. Por otro lado, Tej Parker (Chris "Ludacris" Bridges) vive en Costa Rica con un Ferrari FXX 2007 rojo y su dinero, mientras sus conocidos, Santiago y Benito, comentan que el dinero ha cambiado la vida a Tej, pero éste les menciona que eso es correcto, ya que sabe que el dinero no crece en los árboles, sino que llueve del cielo y entonces, les regala dinero a los lugareños después de hackear un cajero automático. Mientras tanto, Gisele Yashar (Gal Gadot) y Han Seoul-Oh (Sung Kang) se han trasladado a Hong Kong, China en donde estos se sientan a comer en un restaurante de la calle. Cuando ambos están a punto de comer, Han sugiere a Gisele que deberían sentar cabeza y comenzar una vida juntos, pero Gisele por su parte, le menciona que no estaban haciendo precisamente eso al estar andando juntos. De repente, se hace evidente que están rodeados por las autoridades locales, los dos se paran espalda con espalda, listos para luchar contra la policía. Sin embargo, una detective llega con un teléfono celular y se lo arroja a Han, al momento que este contesta la llamada descubre que es Dom, quien les pide a Gisele y Han reunirse con él de inmediato. Por otro lado, Tej también recibe la llamada y le asegura a Dom que no faltara a la reunión; por su parte, Rome le pide al piloto de su jet privado dar la vuelta y regresar a tierra inmediatamente. Además de ello, también le menciona a sus mujeres que se presentó un percance y debe retirarse, pero antes de irse, le entrega cada una de sus mujeres unos pases gratis para el Bufé de un casino. 
Por otro lado, Brian y Mia juegan con su pequeño hijo Jack en el patio de su casa, donde Brian le obsequia a su hijo una réplica de un Nissan Skyline GT-R R34 2002 de color azul eléctrico parecido al que usó en la cuarta entrega y juegan con un avión de papel. En ese momento, Dom llega de visita y le obsequia a su sobrino una réplica de un Dodge Charger R/T 1970 y le asegura que se apegaría más al gusto de la familia Toretto por los automóviles de potencia americana, que al gusto de Brian y su amor por los autos importados. Momentos después, Dom y Brian se sientan a charlar un momento, en donde Dom le pide un consejo como ex policía y le muestra las fotos de Letty que Hobbs le dio previamente. En un principio, Brian también considera que Hobbs puede estar jugando con sus emociones, ya que él en su momento también lo hacía cuando era policía, pero Dom sigue decidido a resolver este misterio y Brian admite que también irá con él, pero Dom le menciona que ambos habían decidido abandonar sus vidas pasadas. Sin embargo, Mia les menciona a los dos que vayan juntos, ya que esta considera que estará más segura de que se cuidarán la espalda el uno al otro y les pide a ambos, buscar a Letty y si es necesario, traerla a casa devuelta, mientras Mia se queda en casa con Jack y Elena. 
Posteriormente, Dom, Brian, Han, Gisele, Tej y Rome se reúnen en Londres, impresionados por las herramientas de trabajo. Cuando Brian pregunta por Tego Leo (Tego Calderón) y Rico Santos (Don Omar), Han les menciona que la última vez que los vieron estaban en los casinos de Monte Carlo. Hobbs y Riley llegan en donde les mencionan todos los detalles de Shaw y el resto de su equipo y que deben frustrar sus planes antes de que ocurra alguna catástrofe mundial, ya que Shaw quiere robar un dispositivo llamado "Sombra Nocturna". Por su parte, Gisele les pregunta de qué se trata tal artefacto y Riley les responde que el mismo se trata de una tecno-bomba, un dispositivo capaz de bloquear toda una red de comunicaciones de un país durante 24 horas. Por otro lado, Hobbs agrega que con ese artefacto podrían cegar un país entero por 24 horas y la cantidad de bajas seria impensable, además de que podría valer billones para un comprador si cayera en las manos equivocadas. Luego Hobbs dice que a Shaw sólo le falta una pieza para armar el aparato de la Sombra Nocturna y piensa detenerlo antes de que lo logre y aparte les ofrece a ellos la oportunidad de reunir a su familia, mostrándoles la foto de Letty. En eso, Brian le menciona a Hobbs que aceptarán la misión, pero con la condición de que todos los miembros del equipo de Dom sean exonerados totalmente de sus crímenes pasados, lo que les permitirá regresar a casa, a Los Ángeles, Estados Unidos. En un principio, Hobbs les advierte que no puede prometerles tal cosa, pero Dom lo convence, mencionando que ese es el trato y que lo tomará o lo dejará. Ante tal situación y a regañadientes, Hobbs acepta el trato y les menciona que si atrapan a Shaw y su equipo, serán exonerados completamente de cargos.
En la noche, Oakes lleva al equipo y a la policía de Londres a su guarida, donde se reúne con Shaw. Cuando la policía procede a arrestar a Shaw, Tej descubre que el equipo de Shaw está realizando un atraco en la central de la Interpol. Brian deduce que es una trampa, destinada a distraerlos a ellos y a la policía y Dom le pide a Brian que lleve al equipo allá, mientras él y Hobbs se quedarán a esperar a Shaw, quien los llevará con Letty. Shaw por su parte le paga a Oakes por su trabajo y huye en su auto, pero cuando Oakes revisa su maleta con dinero encuentra una bomba escondida. Shaw entonces detona su escondite detrás de él, matando a Oakes en la explosión y eliminando la mayor parte de la policía con su auto con rampa, dejando a Dom, Hobbs y Riley persiguiéndolo, mientras que Brian, Rome, Tej, Han y Gisele se dirigen a la central de la Interpol. Dom, Hobbs, Riley y algunas patrullas persiguen a Shaw, pero Shaw destruye varias patrullas con su auto. Mientras tanto, el equipo de Dom llega a la Interpol, solo para ser emboscados por el equipo de Shaw, conformado por Vegh (Clara Paget), Jah (Joe Taslim), Klaus (Kim Kold), Adolfson (Benjamin Davies), Ivory (David Ajala) y Denlinger (Samuel M. Stewart), cuando todos estaban a punto de escapar de la Interpol. Brian, Rome y Tej los persiguen, mientras Han salva a Gisele de ser asesinada por los disparos de Adolfson desde un edificio cercano con su rifle de francotirador y se cubren tras un hidrante de agua en la calle, en ese momento Ivory le menciona a Adolfson que es hora de irse y se retira del lugar. En medio de la persecución, Tej y Rome quedan fuera, debido a unos chips que incapacitaron sus autos, disparados por Denlinger y controlados por Klaus, dejando solamente a Brian, el cual afortunadamente logró quitarse el chip de su auto antes de que Klaus lo hackeara y posteriormente se reúne con Dom, Hobbs y Riley en la persecución. Al llegar a un túnel, Shaw toma una ruta alterna, mientras su equipo sigue de frente, lo que dejan a Dom, Hobbs y Riley siguiéndolo, mientras Brian persigue al resto. Cuando Brian pensaba que ya los tenía acorralados, no contó que Vegh aparecería con su auto con rampa (el mismo estilo de auto que conduce Shaw) para dejarlo también fuera de la persecución. Vegh se aproxima para ver si Brian está vivo y ella al ver que si, le guiña un ojo, logrando que el equipo de Shaw escape. Mientras tanto, del otro lado, Letty llega para ayudar a Shaw, dejando a Hobbs y Riley siguiéndolo, mientras que Dom persigue a Letty, aunque para Hobbs, por desgracia, Shaw logra escapar. Mientras Dom se encuentra cara a cara con Letty, esta última le dispara, sin siquiera pensarlo antes y escapa. 
De vuelta en su sede, Rome se queja debido a lo ocurrido momentos antes, pero Tej termina burlándose de él. Brian entonces llama a Mia, confirmándole que si se trataba de Letty pero todo es diferente, aunque Mia le comenta que lo que importa es que Letty esta viva. Por otro lado, Dom se extrae la bala de su hombro y Brian le comenta: "Tal vez la Letty que conocimos ya no está. Aunque este viva tal vez se fue"; pero Dom le responde diciéndole: "Nunca le das la espalda a la familia, aunque ellos lo hagan". Mientras tanto, Letty regresa al escondite secreto para reunirse con el equipo de Shaw, donde Shaw propone investigar quienes son los miembros del equipo contrario. Por su parte, Vegh les muestra la información de todos los miembros del equipo de Dom y Ivory comenta que sólo son criminales comunes, pero Shaw lo reprende diciendo que esos criminales comunes estuvieron muy cerca de neutralizarlos y que no los subestime o los vencerán la próxima vez. Al instante, Jah encuentra una foto de Letty con Dom, donde también aparece Vince (Matt Schulze) y se la muestra a Shaw, pero Letty asegura no recordar quién es. Klaus duda al respecto, pero Letty lo amenaza; Shaw por su parte acepta que Letty no recuerda nada, pero pide a su equipo buscar debilidades en el equipo de Dom para poder dañarlos. 
De vuelta en su sede, Rome compara a los miembros del equipo de Shaw con sus compañeros, comentando que  son sus "gemelos malvados": Ivory es el gemelo de Rome, Klaus es el gemelo de Hobbs, Jah es el gemelo de Han, Denlinger es el gemelo de Tej y Vegh es la gemela de Brian, aunque este último se toma el comentario de Rome como una broma pesada amistosa. Momentos después, Hobbs y Riley llegan y Hobbs le dice al equipo que Shaw robó la base de datos que contiene la ubicación del último componente que necesita para la Sombra Nocturna. Posteriormente, el equipo empieza a discutir sobre el equipo de Shaw y sus autos. Entonces Dom pide a Han, Gisele y Rome buscar a la persona que construyó el auto de Shaw y Riley se ofrece a ayudarlos. Luego, le dice a Tej que se encargue de conseguir autos que no tengan computadoras que puedan ser hackeadas por Shaw. Tej le responde: "Yo me encargo", pero Hobbs le dice que ya se encargó de eso, al haber contactado a la Unidad de Investigación y Desarrollo. Pero Tej insiste en que el se encarga de eso. Momentos después, Tej y Hobbs visitan una subasta de autos para conseguir los autos para el equipo. Mientras tienen una conversación, Hobbs siente que Tej está pensando en robar todos los autos del lugar. Pero son interrumpidos por el encargado de la subasta, que no los trata muy bien, a quienes les dice que el personal de la cocina debe entrar por atrás. Luego de que ve sus vestimentas, en especial Tej, les dice insultos donde asume que ninguno de los dos tiene un nivel económico apto de millonarios. Cuando este se va, Hobbs dice: "Debe recibir una lección", pero Tej le contesta: "Oye, yo me encargo". Por otra parte, Han, Gisele, Rome y Riley investigan a un subordinado de Shaw, llamado Firuz (Thure Lindhardt). Rome propone ir él con Han, pero Gisele comenta a Rome diciendo: "Creo que hay una cosa que estas olvidando, es hombre", por lo que ella y Riley se dirigen a interrogar a Firuz, con Han agregando que Gisele siempre dice eso. Brian por su cuenta rastrea la bala que Letty le disparó a Dom hasta una casa de empeño. Al mismo tiempo, Gisele y Riley van con Firuz, mientras Rome charla con Han sintiéndose ofendido por el comentario de Gisele acerca de los hombres, pero Han trata de calmarlo. Ahí, Rome comprende que Han esta perdidamente enamorado de Gisele, preguntándole si ya tienen planes de boda o qué clase de joyas le dará, pues Gisele no parece fácil de impresionar, esperando que también tenga otra "cosa grande", pero fácilmente, Han termina humillándolo diciéndole: "Por eso les das tantas joyas a tus mujeres, ¿no?". Mientras tanto, Gisele y Riley interrogan a Firuz, pero cuando Firuz intenta propasarse, Riley lo agrede y Firuz accede a dar información. Al ver esto, Rome finalmente le da la razón a Han y le comenta a este último diciendo: "No dije nada, me gusta". En la sede, Tej compra todos los autos de la subasta y junto a Hobbs se aprovechan para humillar al encargado de la subasta, quitándole la posesión de sus pertenecías caras (su vestimenta formal y su reloj de mano). Mientras tanto, Firuz conduce a Gisele y Riley a su oficina, pero, sin que ellas lo noten, llama a Jah por teléfono (revelando que es, en realidad, un miembro del equipo de Shaw) y Jah le pasa la llamada a Shaw. Dom y Brian acuden a la casa de empeño de donde provino la bala y Dom interroga bruscamente al propietario, quién le revela que fue Letty quien compró la bala y además de revelarle como una corredora de carreras callejeras. En ese momento, Letty, Ivory y Jah llegan al lugar de Firuz y abren fuego contra Riley, Gisele y Firuz, hiriendo a Firuz de gravedad. Han y Rome intervienen atacando y persiguiendo a Jah, mientras Riley persigue a Letty. Sin embargo, un Firuz moribundo le revela a Gisele la conexión de Shaw con Arturo Braga (John Ortiz), el ex-capó de la droga, encarcelado por Brian y Firuz muere por sus heridas. Ivory le dispara a Gisele mientras trata de huir en una motocicleta, pero Gisele le dispara a Ivory en la espalda, matándolo instantáneamente. Riley y Letty luchan cuerpo a cuerpo y Jah lucha contra Rome, Han y tres guardias de la estación de trenes. Al final, Riley y Letty caen por unas escaleras, esta última huye en un tren y Jah derrota a todos, marchándose. 
Cuando Letty y Jah regresan a su escondite, Letty informa la muerte de Ivory, pero Shaw muestra poco interés al respecto, comentándoles que así Ivory murió fue por su propia culpa. Letty se molesta, argumentando que Shaw hará lo mismo cuando todos sean asesinados. Shaw entonces habla con Letty, revelando sus sentimientos por ella y como fue que la encontró en un hospital sin recordar nada. Letty entonces decide "tomar aire" y deja la base. Mientras tanto, Han, Gisele, Riley y Rome regresan a su sede y Tej les informa a Hobbs y Riley que no puede seguir el rastro de Shaw, debido a que, en el momento en el que Shaw y su equipo actúan, las cámaras de la ciudad no funcionan, por lo que Hobbs y Riley deciden ir a visitar la sede de vigilancia pública. Una vez que Hobbs se retira de la sede, junto con Riley, Han le proporciona a Tej un arpón que era de propiedad de Firuz y Gisele les informa a Brian y Dom que Braga trabaja con Shaw. Cuando Rome pregunta quien es Braga, Dom explica que dirigía un cártel de narcotráfico en México. Gisele agrega que era su exjefe, por lo que Brian piensa que cuando Letty trabajó con Braga conoció a Shaw. A su vez, Tej pregunta cómo encontrarlo y Brian y Dom explican que está encerrado en una prisión en Los Ángeles. Brian entonces decide visitar a Braga en la prisión en la que está para averiguar qué trama Shaw. En la sede de vigilancia pública, Hobbs y Riley también descubren que cuando el equipo de Shaw actúa, las cámaras no operan, por lo que Hobbs con un fuerte apretón de manos le pide al supervisor que se detuvieran de hacer eso, sospechando que podrían estar trabajando para Shaw. 
Brian regresa a Los Ángeles en los Estados Unidos como prisionero para acceder a Braga, ayudado por Michael Stasiak (Shea Whigham) (el excompañero de Brian del FBI). Para poder ingresar a la zona aislada donde Braga esta encerrado, Brian le rompe a propósito la nariz a Stasiak otra vez, obligando a los guardias a llevarlo a dicha zona. En Londres, Tej obtiene acceso a las cámaras de la ciudad, mientras le revela a Rome cómo ha mejorado el arpón de Firuz como una herramienta de mayor alcance he inclusive le incorporó un mini tanque de óxido nitroso. En eso, Han le informa a Dom de una carrera callejera a la que Letty podría presentarse, pero son casi asesinados por un disparo del arpón mal manejado por Rome. Devuelta en la prisión de Los Ángeles, Braga y otros dos reclusos visitan a Brian en su celda y le revela cómo siempre ayudó a Shaw en sus trabajos, quién a su vez lo hizo millonario, además de tener a la CIA y la DEA trabajando para él, incluso revelando que Shaw sabía cómo Brian infiltró a Letty de encubierta en su cártel y cómo fue que Letty sobrevivió a la explosión, contándole que Fénix, en realidad, le disparó al auto y no a ella (viendo que aún tenía fuerzas), la explosión causó que Letty saliera volando, y terminara cayendo cuesta abajo en una pendiente y terminó golpeándose con una roca en el proceso, siendo este el origen de su amnesia. Sin embargo, Shaw la encontró en el hospital 2 días después, dispuesto a terminar el trabajo, pero se enteró de que esta no recordaba nada y pensó que la podría utilizar en su beneficio. Brian, furioso por la revelación, le comenta que dé gracias a que está encerrado en la celda porque, de lo contrario, lo mataría. Sin embargo, Braga y los dos reclusos, abren la celda y le comenta a Brian: "Lo que le pasó a Letty, tú lo causaste", luego inicia una pelea, en la cual, Brian logra acabar con los reclusos que acompañaban a Braga. Después, Brian toma la navaja, amenazando con matarlo, sin embargo, Braga piensa que no lo hará. Como advertencia, Brian lo apuñala en la pierna y le pregunta qué es lo que trama Shaw, pero Braga le responde que cómo va a saber qué va a hacer, cuando él los tiene vigilados. Justo cuando lo iba a matar, Braga lo detiene y le dice: "La única forma de acercarte a Shaw, es si él te quiere ahí".
Mientras tanto, en Londres, Dom desafía a Letty en una competición de carreras callejeras. En la línea de salida, se encuentra con ella y le recuerda descaradamente la frase («Correr o morir»), lo que confunde a Letty. Después de que la corredora (Rita Ora) da inicio a la competencia, Dom termina ganando la carrera y va con Letty a un sitio alejado, donde Dom empieza a contarle todo lo que sabe de ella: su estilo de conducir, como se conocieron, como se hicieron sus cicatrices, mencionando la noche en que lo salvó después de que se enfrentaran por primera vez en una carrera, la vez que chocó su Ford Torino Cobra cuando estaba en Boyle Heights con su hermana, Mia. Él también menciona que la cicatriz debajo de la línea de sus pantalones la obtuvo cuando estuvieron juntos en su último día en República Dominicana, pero Letty le réplica que ella no es la mujer que busca. Antes de marcharse, Dom le devuelve a Letty su collar del crucifijo que había guardado. Después de que Letty se marcha del lugar, aparece Shaw en su Aston Martin Vanquish 2013 y habla sobre cómo Dom inició su exilio cuando empezó a escapar de Estados Unidos hasta terminar con las hazañas que hizo en Río de Janeiro, mencionando que no logra entender cómo Dom en lugar de estar relajandose en alguna playa con Elena, está trabajando con Hobbs y entonces entendió que Dom tiene una debilidad. Entonces, Shaw le comenta que cuando era niño su hermano le dijo que todos necesitan un código, el de él es la precisión, ya que un equipo solo son piezas de recambio hasta terminar un trabajo; en cambio, Dom tiene el código de familia, lo que lo vuelve vulnerable y le propone un trato: que se vaya con su familia de Londres y regresen por donde vinieron, para no meterse más con ellos y mantener a su familia segura. Dom le pregunta si su hermano no le enseñó que no debe amenazar a la familia de un hombre; aparte le menciona, insistiendo, que cuando recuperen a Letty, estos regresarán a casa, tal como lo había hecho. Shaw acepta eso, pero el miembro del equipo de Shaw, Adolfson se dispone a matar a Dom, pero Hobbs se interpone para salvarlo, amenazando también con matar a Shaw y en ese momento, Shaw se retira. Hobbs entonces pide a Riley que Tej rastree a Shaw y le revela a Dom que puso un rastreador en su auto (así fue como llegó ahí). 
Mientras tanto, Brian es liberado de la cárcel gracias a Stasiak. En su escondite, Letty revisa la información de Dom, sujetando el collar del crucifijo. Shaw aparece y le pregunta que pensará ella cuando él le de la orden de matar a Dom, pero Letty le muestra que no le importaría y le deja el collar del crucifijo a Shaw, quién la deja tirada en una mesa. Por su parte, Tej informa a Hobbs y Riley que perdieron el rastro de Shaw, pero tienen ubicados los sitios donde podría estar. Hobbs y Riley proceden y llegan hasta el escondite de Shaw, pero lo encuentran abandonado, sin embargo Hobbs encuentra un marca de pintura. A su vez, Shaw y su equipo están frente a la base militar de la OTAN en Lusitania, España y Shaw ordena que envíen a Adolfson. Hobbs llama a Tej, quién le revela que la pintura que recuperó es militar, por lo que procede a investigar las bases militares que utilizan esa clase de pinturas, señalando que el próximo objetivo de Shaw es la base de la OTAN y Hobbs comenta a Dom y su equipo que los verá en España. Por su parte, en la OTAN, Adolfson se infiltra en las instalaciones. Brian regresa a la sede en Londres saludando a Rome, Tej, Han y Gisele e intenta contarle a Dom lo que le pasó a Letty, pero Dom le dice que lo que descubrió es para él, pero lo que harán será por Letty. Al día siguiente, Riley atrapa a Adolfson intentando desactivar la seguridad de la base, por lo que Hobbs le propone al General Roelfs (Victor Gardener) mover el último componente para la Sombra Nocturna a un lugar seguro. 
Dom, Brian y el equipo viajan en un avión hacia España, pero Brian recuerda lo que le había dicho Braga, de que la única forma de acercase a Shaw, es si él los quería ahí, por lo que deducen que él no atacará la base como creían, sino que atacará el convoy militar que transportará el último componente. En una autopista, Shaw, Denlinger, Letty y Jah persiguen el convoy militar para interceptarlo y Shaw, Letty y Jah suben al camión, mientras Tej monitorea sus movimientos, avisándole esto a Dom, Brian y Rome, que conducen en sus autos. Han y Gisele se ponen en movimiento en sus motocicletas y Denlinger con un cable de titaneo hace frenar el camión del convoy, saliendo un tanque de él, dentro del cual van Shaw, Letty y Jah. En eso, Gisele y Han persiguen a Denlinger, pero Denlinger trata de chocar a Gisele contra un camión, mientras Gisele cuelga de un lado de su auto pero Han la salva y atrapan a Denlinger. Shaw entonces empieza a disparar a la carretera, con Brian, Dom y Rome persiguiéndolo. Sin embargo, Shaw conduce en sentido contrario, aplastando varios autos en la carretera, pero Rome pone su auto frente al tanque, casi recibiendo un disparo de éste. En ese momento, Shaw derriba un puente con un disparo, mientras Brian intenta ayudar a Rome. Rome logra enganchar su auto al tanque y salta al auto de Brian, justo cuando su auto es aplastado por el tanque. Brian y Rome entonces intentan lanzar el auto debajo del puente para usarlo de ancla y frenar el tanque, mientras Letty sale y trata de desenganchar el auto, pero el tanque se vuelca debido al auto de Rome a modo de ancla; Letty sale volando desde el tanque y Dom arriesga su vida para salvarla de caer y morir, aterrizando sobre un auto.  
En la base militar, aseguran el chip, el cual es el último componente para la Sombra Nocturna. Entonces el General Roelfs pregunta que hay sobre Letty, pues ella trabajaba con Shaw, pero Dom la defiende diciéndole que ella es de su grupo, mientras Hobbs y Riley proceden a interrogar a Shaw y sus hombres capturados. Entonces Brian se disculpa con Letty, contándole que lo que le pasó fue por su culpa, pero Letty le asegura que tal vez olvidó todo, pero si sabe una cosa de ella: nadie la obliga a hacer nada que no quiera. Mientras tanto, Han pregunta a Gisele dónde vivirán su siguiente aventura, a lo que Gisele responde que podrían sentar cabeza en Tokio, ya que los dos siempre hablan de Tokio y Han acepta, sonriendose mutuamente. Por su parte, Dom le revela a Letty que no sabía que el auto amortiguaria su caída en el puente, sino que sólo tuvo fe. Hobbs y Riley entonces regresan con Shaw, Adolfson, Denlinger y Jah, y Shaw revela que Klaus y Vegh fueron a buscar a Mia, Jack y Elena; Elena intentó protegerlos, pero secuestraron a Mia, aunque Elena logró huir con Jack y ahora Mia morirá, si no lo dejan irse con el componente final. Shaw les dice que deberían llamar a Mia. Brian lo hace, confirmando que fue secuestrada. Casi inmediatamente de escuchar a su esposa en el teléfono gritar por ayuda, Brian estalla de furia y procede a golpear a Shaw en la cara. El General Roelfs, Tej y Roman se interponen para detener a Brian, logrando tranquilizarlo. Roelfs se niega a salvar a Mia, ya que considera que una rehén no vale más que el riesgo para millones, al igual que eso no cambia nada, pero Hobbs lo amenaza, comentando que eso cambia todo. Hobbs le asegura a Dom que cuando Shaw se vaya con el chip, el trato de su amnistía también se irá con él. Dom acepta y Riley procede a liberar a Shaw y su equipo, sin embargo, cuando Shaw pide a su "amor"  acompañarlo, todos creen que se refería a Letty, pero para sorpresa de todos, Riley responde el llamado, revelando ser la novia de Shaw, para molestia de Hobbs y Riley se va con Shaw y su grupo, mientras que Letty decide permanecer con Dom. 
De noche, Shaw, Riley y su equipo, tratan de escapar en sus autos por una pista de aterrizaje, mientras Shaw hace una llamada para ejecutar a Mia, pero Tej bloquea todas las señales de comunicación evitando que Shaw haga la llamada. El equipo de Dom entonces se prepara y persiguen en sus autos al equipo de Shaw, mientras están en movimiento en la pista, pero de repente aparece un enorme avión para rescatar a Shaw y su equipo. Shaw y Riley suben a bordo reuniéndose con Klaus, Vegh y Mia, pero cuando Riley se prepara para matar a Mia, es atropellada por Dom, Letty y Brian en su auto. Dom le dispara a Shaw, momento que aprovecha Mia para intentar escapar, pero Klaus ataca a Brian y Letty inicia una lucha contra Riley. El avión intenta despegar, pero se mantiene presionado por el exceso de peso de los autos. Por su parte, Gisele intenta golpear un alerón del avión para evitar que despegue, disparando un arpón, pero falla debido a Adolfson. Hobbs entonces se sube a bordo del avión y Brian se libera de Klaus y ataca a Shaw. Klaus entonces golpea a Dom contra unas cajas, pero en ese momento Shaw se dispone a matar a Brian, pero Dom empuja a Klaus sobre Shaw y los derriba. Al lado derecho del avión, Jah y Denlinger persiguen a Tej y Rome, comenzando Jah y Rome a luchar. Brian rescata a Mia y se escapan en un Alfa Romeo Giulietta 2010. Aunque, de pronto, Vegh intenta matarlos, usando su auto con rampa, pero Brian esquiva el mortal golpe, haciendo que Vegh se estrelle contra un muro de la pista, matándola. Mientras Dom pelea con Shaw, Klaus llega a ayudar a Shaw, pero cuando estaba por atacar a Dom, Hobbs lo golpea sorpresivamente, iniciando Klaus a luchar contra Hobbs y Shaw contra Dom. Afuera, Tej, junto a Rome, choca el auto de Denlinger y Jah tras una turbina del avión, lanzándolos hacia atrás y causando que su auto se vuelque, matándolos. Al lado izquierdo del avión, el cable del arpón se atora tanto con el auto de Adolfson, como con el auto de Han y Gisele, elevándolos de la parte de atrás. Mientras que Hobbs y Klaus, pelean al mismo nivel, Klaus empuja a Hobbs a una camioneta, pero Hobbs lo sujeta de la cara y lo golpea y Shaw pelea con Dom, pero Dom termina dominando el combate, lanzando a Shaw contra unas cajas. Entonces Dom levanta por las piernas a Klaus y Hobbs salta y le da un masivo golpe a Klaus en el cuello, matándolo. Rome por su parte intenta golpear el alerón, pero también falla. Letty y Riley pelean y forcejean, pero Letty la empuja por una puerta del avión, pero Riley se aferra al borde de la puerta y le da una patada, sin embargo Hobbs le lanza a Letty un arpón, esta le dispara y mata a Riley, arrojándola fuera del avión. Mientras tanto, afuera del avión, el arpón hala el auto de Tej y Rome, amenazando con voltearlo. En eso, Adolfson sujeta a Gisele por el cuello, sacándola del auto, sin embargo, Han sale también, dispuesto a salvarla. Al mismo tiempo, Brian dispara un arpón y consigue darle al alerón. Al otro lado, Adolfson golpea a Gisele, pero Gisele le da una patada a Adolfson en la cara pero, en ese momento, Gisele se resbala, cayendo al borde del auto. Han logra sujetarla, pero Adolfson se levanta, preparado para dispararle por la espalda a Han, entonces, Gisele se suelta de las manos de Han, se deja ir, saca un arma y le dispara a Adolfson, mientras cae al vacío y desaparece en el fundido negro de la noche, quitándose la vida. Enfurecido por la muerte de Gisele, Han golpea a Adolfson, mientras el avión empieza a descender debido al exceso de presión y regresando los autos de vuelta al suelo. Han entonces arremete contra Adolfson para después, lanzarlo contra la turbina del avión, matándolo. Debido a que el avión se está cayendo, Letty y Hobbs saltan a la camioneta de Tej y Rome, pero Dom se queda persiguiendo a Shaw y el chip, quién intenta huir en un jeep. Dom ataca a Shaw, pero Shaw lo golpea, sin embargo, Dom neutraliza a Shaw y toma el chip, pero el auto de Shaw choca contra la rampa del avión, haciendo caer a Shaw a través de la ventana del auto desde el avión a gran altura, pero entonces el avión se estrella contra el suelo y explota; Dom impulsa uno de los autos restantes, a través de la parte frontal del avión y termina con un increíble volcamiento, estrellándose cerca de los restos en llamas cuando finalmente todos se detienen en el final de la pista. Mientras que el equipo teme que lo peor le haya pasado a Dom, buscándolo de entre los escombros humeantes del avión, él emerge con el chip de los escombros, relativamente ileso. Letty entonces va a su encuentro y comparten un abrazo. Por su parte, Mia nota la ausencia de Gisele, pero cuando le pregunta a Han dónde está Gisele, Han no es capaz de decirle y Mia y Brian abrazan a Han por la muerte de Gisele y Han llora. Dom y Letty se reúnen con su equipo, luego le entrega el chip a Hobbs para asegurar sus exoneraciones, preguntándole burlonamente si el chip vale billones. Hobbs responde que así es, hasta que Hobbs le pregunta cuál es el precio por el chip, a lo que Dom responde: "1327".
El número resultó ser la casa de Toretto en Los Ángeles. Dom y su equipo, han regresado a Estados Unidos para compartir una parrillada, con Tej cocinando. Mientras tanto, Dom y Brian discuten amistosamente sobre los autos que deben gustarle a Jack (las opciones son entre los Charger que le gustan a Dom y los Skyline que le gustan a Brian). Por su parte, Rome le pregunta a Han si irá a Tokio, Han le comenta a Rome y Tej que si, ya que eso siente que debe hacer (por la promesa que le hizo a Gisele, antes de su muerte); Tej le asegura que lo apoyarán cuando los necesite. Por otro lado, Hobbs y Elena (que ahora trabaja con Hobbs) llegan para confirmar que todos están limpios (sin antecedentes). Cuando Hobbs comenta a Dom: "No fue tan malo trabajar para mi", Dom le responde diciéndole: "Todos saben que trabajas para mi, Hobbs". Letty entonces se acerca y agradece a Elena por todo, diciéndole que es una mujer increíble. Elena le dice a Letty que Dom es un hombre único, y le dice a Letty que lo mantenga fuera de problemas, a lo que Letty se ríe y le dice que eso nunca sucederá. A su vez, Hobbs le comenta a Dom que nunca creyó confiar en un criminal, así que lo verá a la otra. Hobbs se marcha, pero cuando Elena iba detrás de él, Dom la llama y le comenta que nadie la obliga a irse, pero Elena acepta que Dom tiene a su familia y la familia de ella es la policía ahora y se despide con un beso en la mejilla. Todos se preparan para comer y Dom le pregunta a Letty si el encuentro le parecía familiar, ella responde que no, pero que se siente como en casa. Dom, Letty, Brian y Mia con Jack, Rome, Han y Tej se toman de las manos y Rome (debido a que fue el primero en comer) reza, agradeciendo esa reunión de amigos, además de las decisiones tomadas porque eso los define, también pidiendo que les permita recordar a los seres amados que perdieron (Gisele) y agradece el nacimiento de Jack, el regreso de Letty y más que nada por los autos veloces. 
En una escena a mitad de los créditos, en Tokio (coincidiendo con el largometraje en Tokio), Han está siendo perseguido por D.K. Takashi (Brian Tee), sobrino del temido jefe yakuza, el Sr. Kamata (Sonny Chiba) (por ajuste de cuentas), junto con Sean Boswell (Lucas Black) y Neela (Nathalie Kelley) (novia de Takashi), sin embargo, un misterioso conductor de otro auto, quién vigilaba la persecución en las calles paralelas, sale de su escondite y llega hasta la intersección de Shibuya, acelerando su auto y chocando con el de Han de costado, volcandolo bruscamente. El conductor del auto se baja revelando ser Deckard Shaw (Jason Statham), el hermano mayor de Owen, quién se aleja de la escena, lanzando el collar de Letty frente al auto de Han y llama a Dom, dejándole un mensaje telefónico amenazante, diciendo: "Dominic Toretto, no me conoces, pero pronto lo harás", a medida que el auto de Han estalla en llamas y Deckard se aleja.

## Estreno
El estreno mundial de Fast & Furious 6 se llevó a cabo el 7 de mayo de 2013 en el Empire, Leicester Square en Londres. Fast & Furious 6 se estrenó en Reino Unido el 17 de mayo de 2013 y fue estrenada en Estados Unidos el 24 de mayo por Universal Pictures. Aunque la película se titula oficialmente Fast & Furious 6, después de los créditos iniciales el título de la película se muestra simplemente como Furious 6.

### Medios domésticos
El DVD de Fast & Furious 6 se lanzó en Reino Unido el 16 de septiembre de 2013 y en Australia el 3 de octubre de 2013. En otros países, el lanzamiento del DVD de Fast & Furious 6 se confirmó para el 10 de diciembre de 2013. FX compró los derechos para transmitir la película en su cadena en 2015. Tras la muerte de Walker el 30 de noviembre de 2013, Universal anunció que una parte de las ganancias de las ventas de la película en Norteamérica se donarían a la organización benéfica de Walker, Reach Out Worldwide. Existen varias ediciones ampliadas.

## Reparto
- Vin Diesel es Dominic "Dom" Toretto.
- Paul Walker es Brian O'Conner.
- Dwayne Johnson es Agente Luke Hobbs.
- Michelle Rodríguez es Leticia "Letty" Ortiz.
- Jordana Brewster es Mia Toretto.
- Tyrese Gibson es Roman "Rome" Pearce.
- Sung Kang es Han Seoul-Oh.
- Chris "Ludacris" Bridges es Tej Parker.
- Gal Gadot es Gisele Yashar.
- Gina Carano es Agente Riley Hicks.
- Shea Whigham es Agente Michael Stasiak.
- Luke Evans es Owen Shaw.
- John Ortiz es Arturo Braga.
- Elsa Pataky es Elena Neves.
- Clara Paget es "Team Shaw" Vegh.
- Joe Taslim es "Team Shaw" Jah.
- Kim Kold es "Team Shaw" Klaus.
- Matthew Stirling es "Team Shaw" Oakes.
- Benjamin Davies es "Team Shaw" Adolfson.
- David Ajala es "Team Shaw" Ivory.
- Samuel M. Stewart es "Team Shaw" Denlinger.
- Thure Lindhardt es "Team Shaw" Firuz.
- Huggy Leaver es Dueño de casa de empeño.
- Victor Gardener es Roelfs, comandante de la OTAN.
- Jason Thorpe es Organizador de la subasta.
- Rita Ora es Corredora.
- Revil Beat es Benito.
- Jason Statham es Deckard Shaw (cameo mediante la aparición en la escena a mitad de los créditos cobrando venganza contra Dom por dejar en coma a su hermano menor).
- Lucas Black es Sean Boswell (cameo mediante la persecución en Tokio).
- Nathalie Kelley es Neela (cameo mediante la persecución en Tokio).
- Brian Tee es D.K. Takashi (cameo mediante la persecución en Tokio).
- Laz Alonso como Fénix "Rise" Calderón (cameo mediante flashbacks que muestran que pasó en realidad con Letty en Fast & Furious).

## Doblaje
| Actor                    | Personaje                     | Actor/Actriz de doblaje · México                                       | Actor/Actriz de doblaje · España                             |
| ------------------------ | ----------------------------- | ---------------------------------------------------------------------- | ------------------------------------------------------------ |
| Vin Diesel               | Dominic "Dom" Toretto         | Idzi Dutkiewicz                                                        | Juan Carlos Gustems                                          |
| Paul Walker              | Brian O'Conner                | Ricardo Tejedo                                                         | Daniel García Guevara                                        |
| Dwayne Johnson           | Agente Luke Hobbs             | Juan Carlos Tinoco                                                     | Jordi Boixaderas                                             |
| Michelle Rodríguez       | Leticia "Letty" Ortiz         | Erica Edwards                                                          | Graciela Molina                                              |
| Jordana Brewster         | Mia Toretto                   | Mayra Arellano                                                         | Joël Mulachs                                                 |
| Tyrese Gibson            | Roman "Rome" Pearce           | Sergio Gutiérrez Coto                                                  | Carlos di Blasi                                              |
| Gal Gadot                | Gisele Yashar                 | Marisol Romero                                                         | Esther Solans                                                |
| Chris "Ludacris" Bridges | Tej Parker                    | Raúl Anaya                                                             | José Luis Mediavilla                                         |
| Sung Kang                | Han Seoul-Oh                  | José Gilberto Vilchis Óscar Flores (mediante el largometraje en Tokio) | José Posada Paco Gázquez (mediante el largometraje en Tokio) |
| Gina Carano              | Agente Riley Hicks            | Karla Falcón                                                           | Carmen Calvell                                               |
| Shea Whigham             | Agente Michael Stasiak        | Roberto Molina                                                         | Eduard Itchart                                               |
| Luke Evans               | Owen Shaw                     | Jorge Badillo                                                          | Iván Muelas                                                  |
| John Ortiz               | Arturo Braga                  | José Luis Rivera                                                       | Rafael Calvo                                                 |
| Elsa Pataky              | Elena Neves                   | Christine Byrd                                                         | Ana Pallejá                                                  |
| Clara Paget              | "Team Shaw" Vegh              | Jessica Ortiz                                                          | Noemí Bayarri                                                |
| Joe Taslim               | "Team Shaw" Jah               | José Antonio Macías                                                    | Javier Roldán                                                |
| Kim Kold                 | "Team Shaw" Klaus             | Miguel Ángel Ghigliazza                                                | Ángel del Río                                                |
| Matthew Stirling         | "Team Shaw" Oakes             | José Luis Orozco                                                       | Santi Lorenz                                                 |
| David Ajala              | "Team Shaw" Ivory             | Salvador Reyes                                                         |                                                              |
| Samuel M. Stewart        | "Team Shaw" Denlinger         | Nicolás Frías                                                          |                                                              |
| Thure Lindhardt          | "Team Shaw" Firuz             | Héctor Emmanuel Gómez                                                  | José Javier Serrano                                          |
| Huggy Leaver             | Dueño de casa de empeño       | Pedro D'Aguillón Jr.                                                   |                                                              |
| Victor Gardener          | Roelfs, comandante de la OTAN | Mario Arvizu                                                           | Luis Grau                                                    |
| Jason Thorpe             | Organizador de la subasta     | Gerardo García                                                         | Pep Ribas                                                    |
| Rita Ora                 | Corredora                     | Xóchitl Ugarte                                                         | Ana Aznárez                                                  |
| Revil Beat               | Benito                        | Moisés Iván Mora                                                       |                                                              |
| Jason Statham            | Deckard Shaw                  | Óscar Flores                                                           | Juan Antonio Bernal                                          |
| Laz Alonso               | Fénix "Rise" Calderón         | Enrique Cervantes (mediante la película Fast & Furious)                | Domenech Farell (mediante la película Fast & Furious)        |
| Lucas Black              | Sean Boswell                  | Enrique Cervantes (mediante el largometraje en Tokio)                  | Raúl Llorens (mediante el largometraje en Tokio)             |
| Nathalie Kelley          | Neela                         | Cristina Hernández (mediante el largometraje en Tokio)                 | Isabel Valls (mediante el largometraje en Tokio)             |
| Brian Tee                | D.K. Takashi                  | José Gilberto Vilchis (mediante el largometraje en Tokio)              | José Posada (mediante el largometraje en Tokio)              |

## Automóviles
Esta saga es un referente para los amantes del mundo del motor, por los modelos de coches que aparecen en las películas. En esta película, los modelos que conducen los personajes protagonistas son:
- 2012 Dodge Challenger SRT8 de Dominic "Dom" Toretto.
- 2007 Nissan GT-R de Brian O'Conner.
- 2007 Ferrari FXX de Tej Parker.
- 2004-2009 BMW M5 (x6) de Brian O'Conner, Dominic "Dom" Toretto, Tej Parker, Roman "Rome" Pearce, Han Seoul-Oh y  Gisele Yashar.
- 1973 Jensen FF Interceptor de Leticia "Letty" Ortiz.
- 2009 Lucra Lister de Tej Parker.
- 1969 Dodge Charger Daytona de Dominic "Dom" Toretto.
- 1973 Ford Escort RS2000 de Brian O'Conner.
- 1969 Ford Mustang Mach 1 de Roman "Rome" Pearce.
- 2013 Aston Martin Vanquish de Owen Shaw.
- 2010 Alfa Romeo Giulietta de Brian O'Conner y  Mía Toretto.
- 2012 Dodge Charger SRT8 (x2) de Dominic "Dom" Toretto y Han Seoul-Oh.
- 2007 Lamborghini Gallardo Superleggera de Roman "Rome" Pearce.
- 1967 Chevrolet Camaro SS de Roman "Rome" Pearce.
- 2010 Nissan GT-R BenSopra de Brian O'Conner.
- 1971 Plymouth Barracuda AAR Hemi de Dominic "Dom" Toretto.
- 2006 Mitsubishi Lancer Evolution IX de Sean Boswell.
- 2002 Nissan 350Z de D.K. Takashi.
- 1997 Mazda RX-7 Veilside de Han Seoul-Oh.
- 1992 Mercedes-Benz Clase S W140 de Deckard Shaw.

## Música
Lucas Vidal compuso la banda sonora de Fast & Furious 6. Además de la música de Vidal, en la película también aparecen temas del compositor Brian Tyler de entregas anteriores de la franquicia. Def Jam Recordings lanzó un álbum de la banda sonora de la película el 21 de mayo de 2013. Incluye muchas pistas electrónicas y de hip hop, incluidas canciones de deadmau5, Ludacris (quien interpretó a Tej Parker) y muchos otros.

## Otros vehículos
En Fast & Furious 6, es usado un avión modelo Antonov An-124.